# Денисов, Олег Дмитриевич
Оле́г Дми́триевич Дени́сов (род. 9 февраля 1967, Москва, СССР) — российский футболист, игрок в мини-футбол, впоследствии — телеведущий, комментатор и спортивный функционер. Более всего известен по своим выступлениям за московскую «Дину» и сборную России по мини-футболу.

## Биография
Окончил спортивную школу ЦСКА, затем, в 1992 году, факультет журналистики МГУ имени М. В. Ломоносова.
В 1991 году сыграл 14 матчей в футбольной Второй лиге СССР за люберецкий «Прометей». Всю мини-футбольную карьеру провёл в московской «Дине», выиграв с ней множество трофеев. Четырежды (в сезонах 1992—1993, 1995—1996, 1998—1999 и 1999—2000) признавался лучшим вратарём России. Провёл 39 матчей за сборную России по мини-футболу, входил в состав команды, выигравшей в 1999 году золото Чемпионата Европы по мини-футболу. Именно Олег Денисов стал героем послематчевой серии пенальти, по результатам которой россияне сумели одолеть в финале сборную Испании и выиграли главный трофей в своей истории.
Завершив игровую карьеру, остался в структуре «Дины». Ныне является генеральным директором клуба.
В 1990-е — 2010-е годы работал на телевидении. Изначально был комментатором в программе Алексея Ефимова «Спорт недели» на ТВ-6, затем — спортивным комментатором телеканалов «Россия» и «Спорт», впоследствии — «Россия-1» и «Россия-2». Являлся одним из первых ведущих телепрограммы «Футбол России», первое время вёл её поочерёдно с Игорем Будниковым, затем чередовался с Ильёй Казаковым («Футбол России. Перед туром» и «Футбол России. Итоги тура»). Также комментировал трансляции по футболу и футзалу.

## Достижения
- Чемпион Европы по мини-футболу 1999
- Серебряный призёр чемпионата Европы по мини-футболу 1996
- Бронзовый призёр чемпионата Европы по мини-футболу 2001
- Победитель студенческого чемпионата мира по мини-футболу 1994
- Чемпион России по мини-футболу (8): 1992-1993, 1993-94, 1994-95, 1995-96, 1996-97, 1997-98, 1998-99, 1999—2000
- Обладатель кубка России по мини-футболу (6): 1993, 1995, 1996, 1997, 1998, 1999
- Турнир Европейских Чемпионов по мини-футболу (3): 1995, 1997, 1999
- Межконтинентальный Кубок по мини-футболу 1997
- Обладатель Кубка Высшей Лиги (2): 1993, 1995

Личные:
- Лучший вратарь чемпионата России (4): 1992/93, 1995/96, 1998/99, 1999/00